# ویتلند (اکلاهما)
ویتلند (به انگلیسی: Wheatland) یک منطقهٔ مسکونی در ایالات متحده آمریکا است که در شهرستان اکلاهما، اکلاهما واقع شده‌است.